# Critics' Choice Movie Awards 2020
Critics' Choice Movie Awards 2020 var den 25:e upplagan av Critics' Choice Movie Awards som belönade filminsatser från 2019 och sändes från Barker Hangar i Santa Monica, Kalifornien den 12 januari 2020 av The CW. Taye Diggs var årets värd.

## Vinnare och nominerade
Nomineringarna tillkännagavs den 8 december 2019. Vinnarna listas i fetstil.

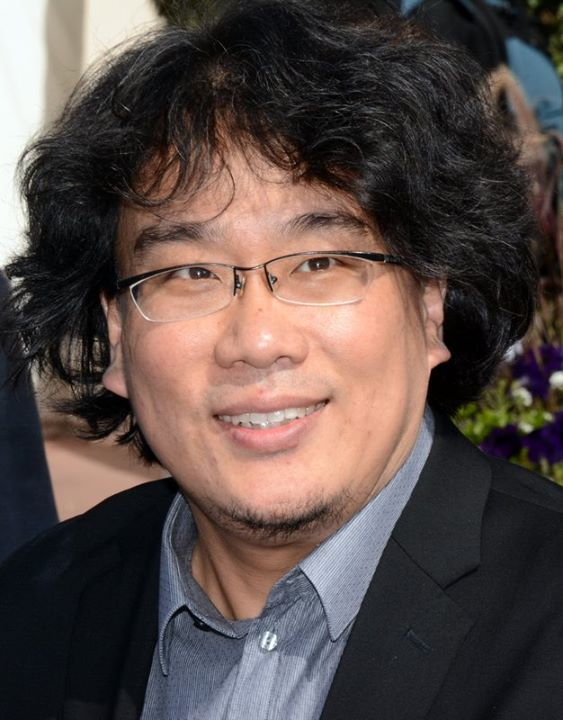
Bong Joon-ho
Bästa regissör

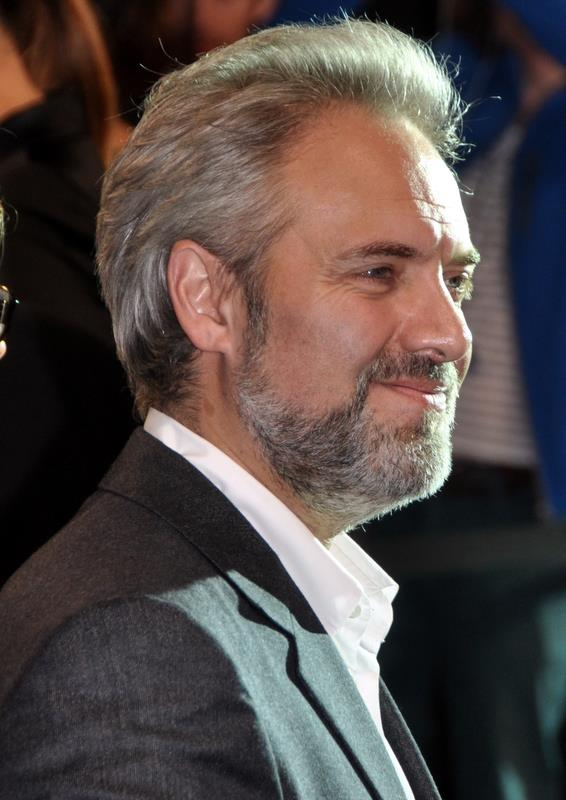
Sam Mendes
Bästa regissör

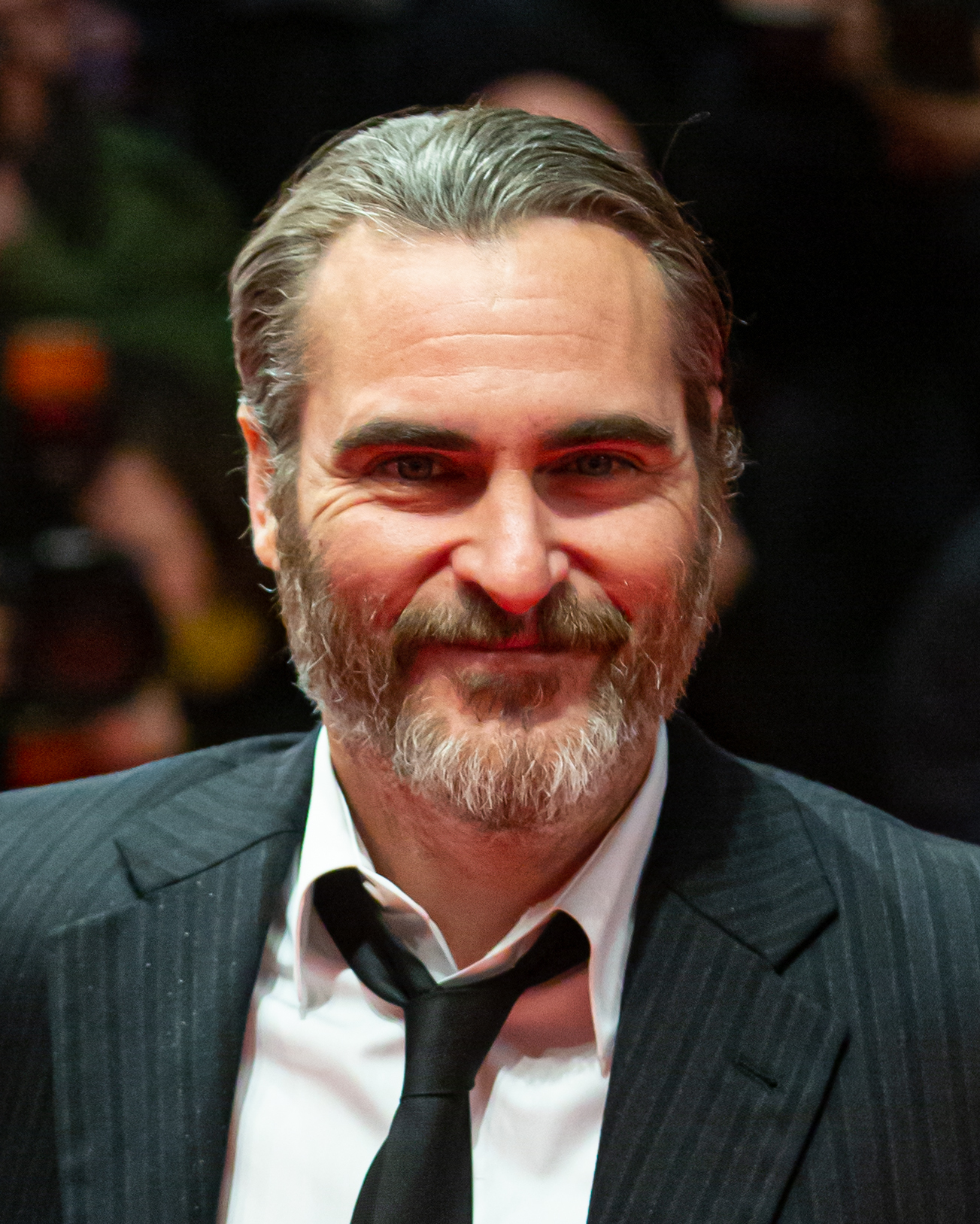
Joaquin Phoenix
Bästa manliga skådespelare

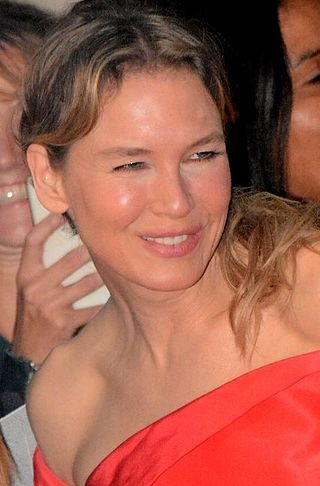
Renée Zellweger
Bästa kvinnliga skådespelare

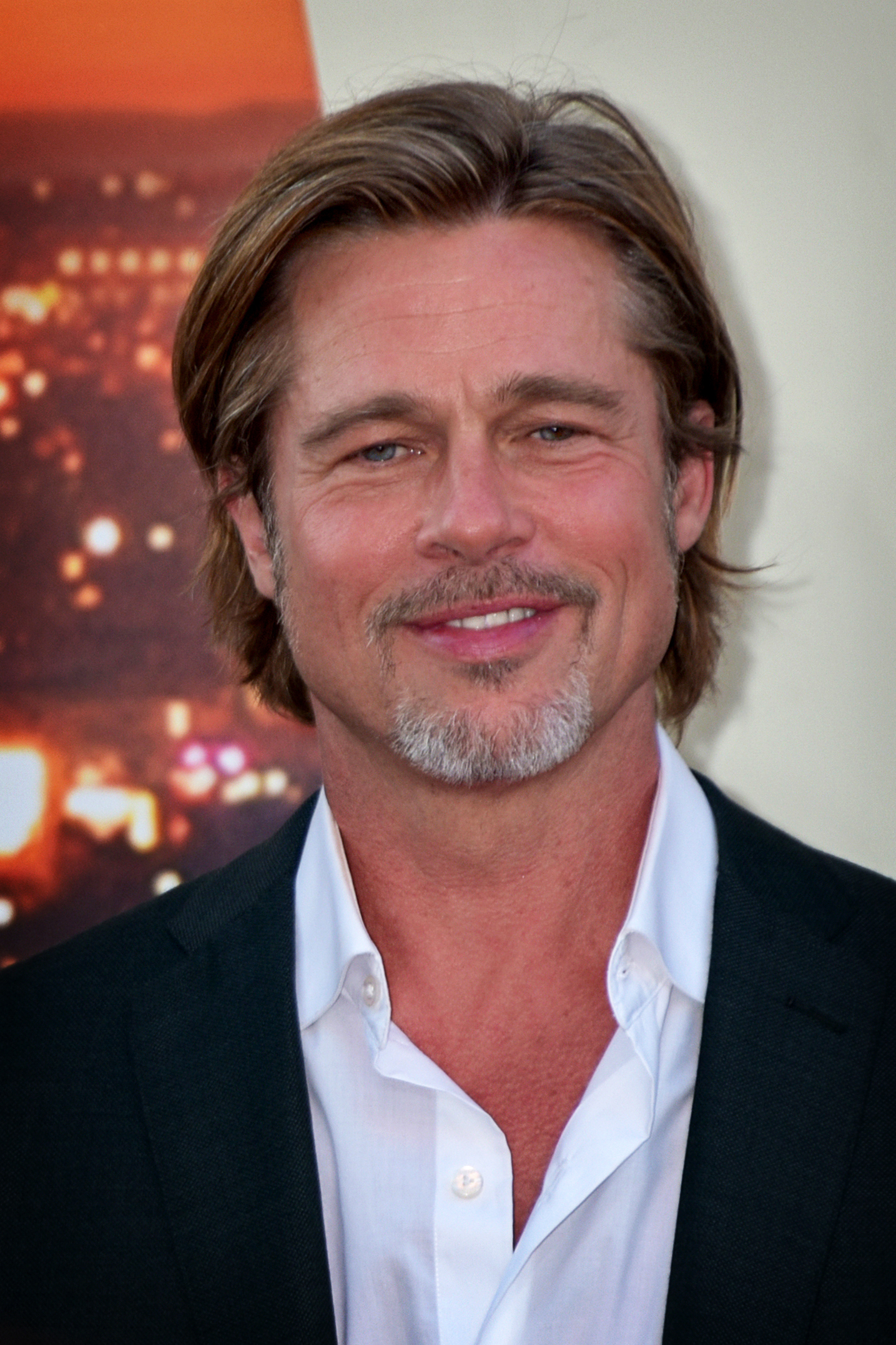
Brad Pitt
Bästa manliga biroll

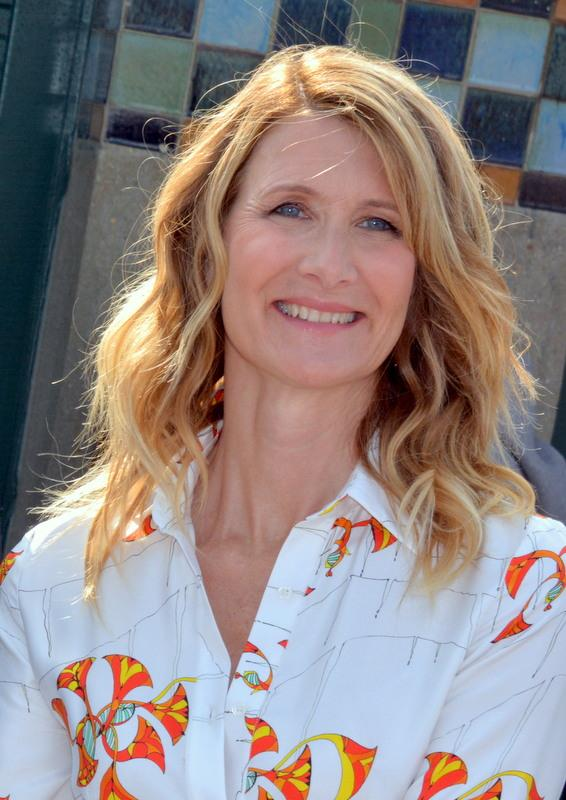
Laura Dern
Bästa kvinnliga biroll

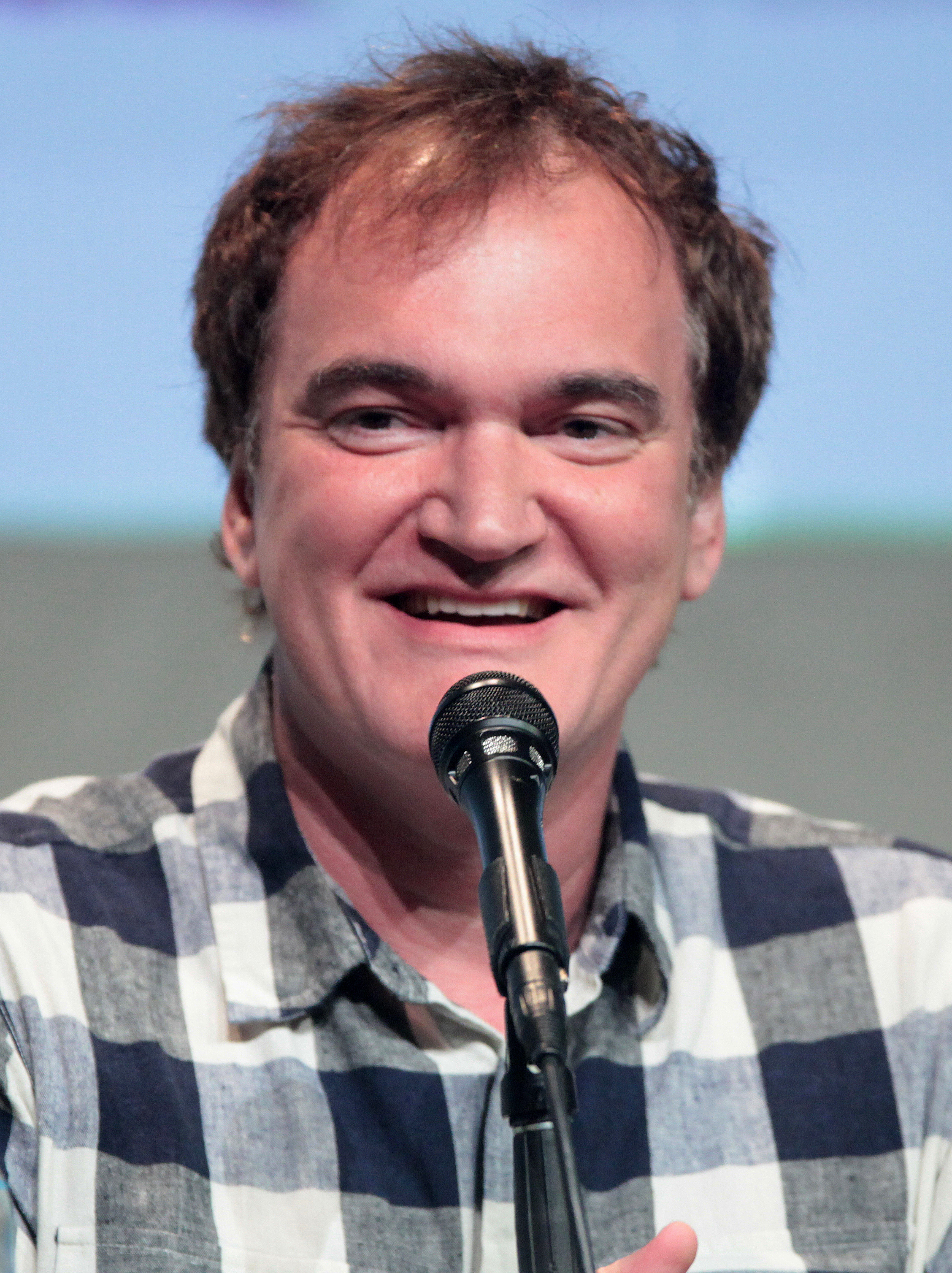
Quentin Tarantino
Bästa originalmanus

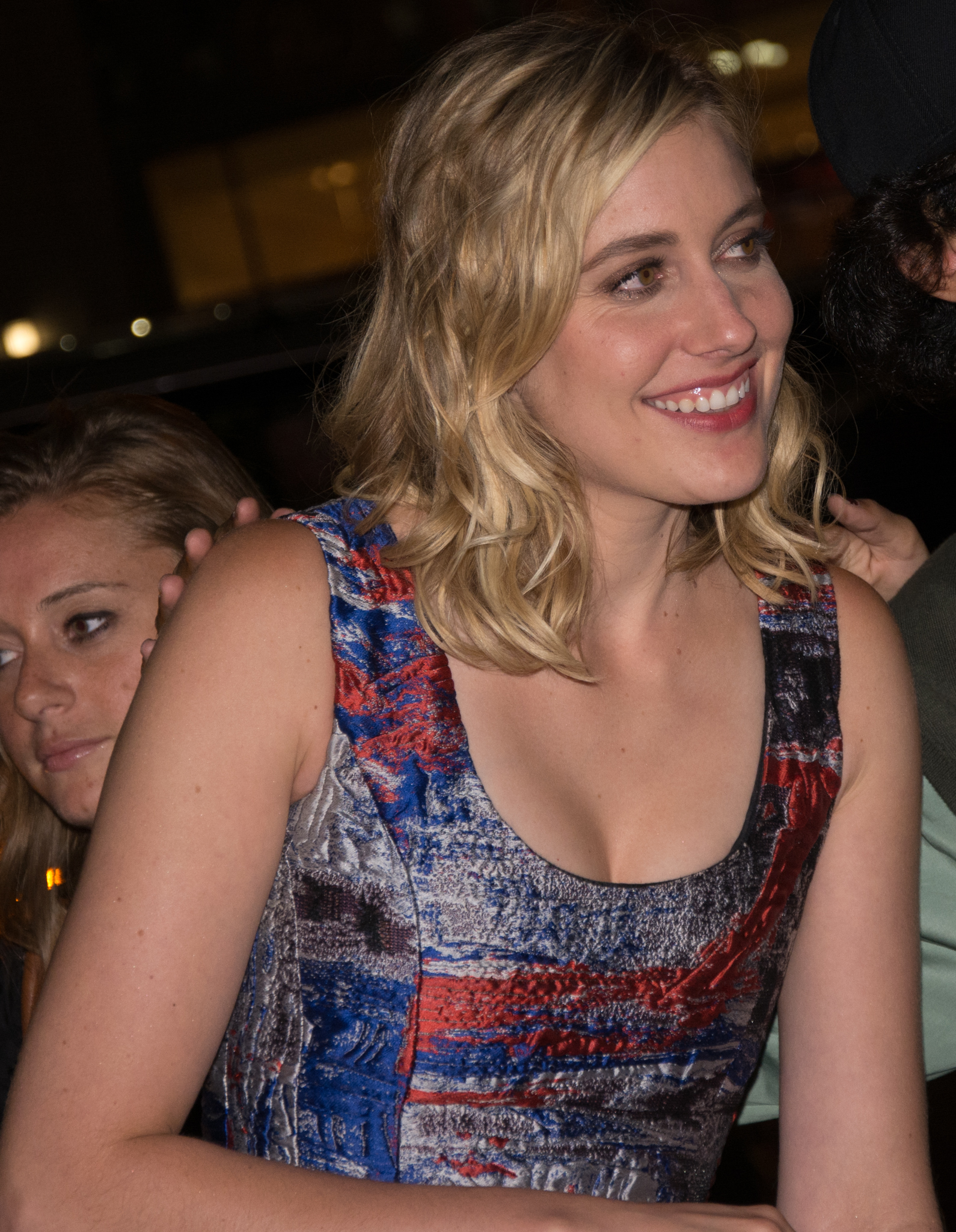
Greta Gerwig
Bästa manus efter förlaga

| Bästa film - Once Upon a Time in Hollywood - 1917 - The Irishman - Jojo Rabbit - Joker - Le Mans '66 - Marriage Story - Parasit - Uncut Gems - Unga kvinnor | Bästa regissör - Bong Joon-ho – Parasit - Sam Mendes – 1917 - Noah Baumbach – Marriage Story - Greta Gerwig – Unga kvinnor - Josh Safdie och Benny Safdie – Uncut Gems - Martin Scorsese – The Irishman - Quentin Tarantino – Once Upon a Time in Hollywood                       |
| Bästa manliga skådespelare - Joaquin Phoenix – Joker - Antonio Banderas – Smärta och ära - Robert De Niro – The Irishman - Leonardo DiCaprio – Once Upon a Time in Hollywood - Adam Driver – Marriage Story - Eddie Murphy – Dolemite Is My Name - Adam Sandler – Uncut Gems                                                         | Bästa kvinnliga skådespelare - Renée Zellweger – Judy - Awkwafina – The Farewell - Cynthia Erivo – Harriet - Scarlett Johansson – Marriage Story - Lupita Nyong'o – Us - Saoirse Ronan – Unga kvinnor - Charlize Theron – Bombshell – När tystnaden bryts                         |
| Bästa manliga biroll - Brad Pitt – Once Upon a Time in Hollywood - Willem Dafoe – The Lighthouse - Tom Hanks – A Beautiful Day in the Neighborhood - Anthony Hopkins – The Two Popes - Al Pacino – The Irishman - Joe Pesci – The Irishman                                                                                           | Bästa kvinnliga biroll - Laura Dern – Marriage Story - Scarlett Johansson – Jojo Rabbit - Jennifer Lopez – Hustlers - Florence Pugh – Unga kvinnor - Margot Robbie – Bombshell – När tystnaden bryts - Zhao Shuzhen – The Farewell                                                |
| Bästa unga skådespelare - Roman Griffin Davis – Jojo Rabbit - Julia Butters – Once Upon a Time in Hollywood - Noah Jupe – Honungspojken - Thomasin McKenzie – Jojo Rabbit - Shahadi Wright Joseph – Us - Archie Yates – Jojo Rabbit                                                                                                  | Bästa ensemble - The Irishman - Bombshell – När tystnaden bryts - Knives Out - Marriage Story - Once Upon a Time in Hollywood - Parasit - Unga kvinnor |
| Bästa originalmanus - Once Upon a Time in Hollywood – Quentin Tarantino - The Farewell – Lulu Wang - Knives Out – Rian Johnson - Marriage Story – Noah Baumbach - Parasit – Bong Joon-ho och Jin Won Han | Bästa manus efter förlaga - Unga kvinnor – Greta Gerwig - A Beautiful Day in the Neighborhood – Noah Harpster och Micah Fitzerman-Blue - The Irishman – Steven Zaillian - Jojo Rabbit – Taika Waititi - Joker – Todd Phillips och Scott Silver - The Two Popes – Anthony McCarten |
| Bästa komedi - Dolemite Is My Name - Booksmart - The Farewell - Jojo Rabbit - Knives Out | Bästa actionfilm - Avengers: Endgame - 1917 - John Wick: Chapter 3 – Parabellum - Le Mans '66 - Spider-Man: Far From Home |
| Bästa science fiction-/skräckfilm - Us - Ad Astra - Avengers: Endgame - Midsommar | |
| Bästa animerade film - Toy Story 4 - Draktränaren 3 - Frost 2 - Förfärliga snömannen - Min borttappade kropp - Mysteriet om herr Länk | Bästa icke-engelskspråkiga film - Parasit - Atlantics - Les Misérables - Porträtt av en kvinna i brand - Smärta och ära |
| Bästa kompositör - Joker – Hildur Guðnadóttir - 1917 – Thomas Newman - The Irishman – Robbie Robertson - Marriage Story – Randy Newman - Unga kvinnor – Alexandre Desplat - Us – Michael Abels | Bästa sång - "Glasgow (No Place Like Home)" – Wild Rose - "(I'm Gonna) Love Me Again" – Rocketman - "I'm Standing With You" – Breakthrough - "Into the Unknown" – Frost 2 - "Speechless" – Aladdin - "Spirit" – Lejonkungen - "Stand Up" – Harriet                                |
| Bästa scenografi - Once Upon a Time in Hollywood – Barbara Ling och Nancy Haigh - 1917 – Dennis Gassner och Lee Sandales - Downton Abbey – Donal Woods och Gina Cromwell - The Irishman – Bob Shaw och Regina Graves - Joker – Mark Friedberg och Kris Moran - Parasit – Ha-jun Lee - Unga kvinnor – Jess Gonchor och Claire Kaufman | Bästa foto - 1917 – Roger Deakins - The Irishman – Rodrigo Prieto - Joker – Lawrence Sher - Le Mans '66 – Phedon Papamichael - The Lighthouse – Jarin Blaschke - Once Upon a Time in Hollywood – Robert Richardson                                                                |
| Bästa smink - Bombshell – När tystnaden bryts - Dolemite Is My Name - The Irishman - Joker - Judy - Once Upon a Time in Hollywood - Rocketman | Bästa kostym - Dolemite Is My Name – Ruth E. Carter - Downton Abbey – Anna Robbins - The Irishman – Sandy Powell och Christopher Peterson - Once Upon a Time in Hollywood – Arianne Phillips - Rocketman – Julian Day - Unga kvinnor – Jacqueline Durran                          |
| Bästa klippning - 1917 – Lee Smith - The Irishman – Thelma Schoonmaker - Le Mans '66 – Andrew Buckland och Michael McCusker - Once Upon a Time in Hollywood – Fred Raskin - Parasit – Jinmo Yang - Uncut Gems – Ronald Bronstein och Benny Safdie                                                                                    | Bästa specialeffekter - Avengers: Endgame - 1917 - Ad Astra - The Aeronauts - The Irishman - Le Mans '66 - Lejonkungen |

### Filmer med flera vinster
| Vinster | Film                          |
| ------- | ----------------------------- |
| 4       | Once Upon a Time in Hollywood |
| 3       | 1917                          |
| 2       | Avengers: Endgame             |
| 2       | Dolemite Is My Name           |
| 2       | Joker                         |
| 2       | Parasit                       |

### Filmer med flera nomineringar
| Nomineringar | Film                                |
| ------------ | ----------------------------------- |
| 14           | The Irishman                        |
| 12           | Once Upon a Time in Hollywood       |
| 9            | Unga kvinnor                        |
| 8            | 1917                                |
| 8            | Marriage Story                      |
| 7            | Jojo Rabbit                         |
| 7            | Joker                               |
| 7            | Parasit                             |
| 5            | Le Mans '66                         |
| 4            | Bombshell – När tystnaden bryts     |
| 4            | Dolemite Is My Name                 |
| 4            | The Farewell                        |
| 4            | Uncut Gems                          |
| 4            | Us                                  |
| 3            | Avengers: Endgame                   |
| 3            | Knives Out                          |
| 3            | Rocketman                           |
| 2            | Ad Astra                            |
| 2            | A Beautiful Day in the Neighborhood |
| 2            | Downton Abbey                       |
| 2            | Frost 2                             |
| 2            | Harriet                             |
| 2            | Judy                                |
| 2            | Lejonkungen                         |
| 2            | The Lighthouse                      |
| 2            | Smärta och ära                      |
| 2            | The Two Popes                       |